# Brezik (Brčko)
Brezik (en serbio: Брезик) es un pueblo en el municipio de Brčko, Bosnia y Herzegovina.

## Demografía
Según el censo de 2013, su población era de 601 habitantes.
| Etnicidad         | Número | Porcentaje |
| ----------------- | ------ | ---------- |
| Serbios           | 593    | 98,7%      |
| Croatas           | 4      | 0,7%       |
| Bosníacos         | 1      | 0,2%       |
| Otro/no declarado | 3      | 0,5%       |
| Total             | 601    | 100%       |